# Любовь Психеи и Купидона
«Любовь Психеи и Купидона» (фр. Amours de Psyché et de Cupidon) — повесть французского писателя Жана де Лафонтена, впервые опубликованная в 1669 году. Представляет собой прозаическое повествование со стихотворными вставками, основанное на сказке об Амуре и Психее из романа Апулея «Метаморфозы, или Золотой осёл».

## Сюжет
Материал для повести Лафонтен почерпнул из романа античного писателя Апулея «Метаморфозы, или Золотой осёл». В нём старуха рассказывает героине, захваченной разбойниками, сказку о любви девушки и существа из другого мира; по мнению литературоведов, это один из вариантов универсального сказочного сюжета, распространённого во многих культурах. У Лафонтена некто Полифил (альтер эго автора) читает написанную им повесть о Психее и Купидоне трём своим друзьям Аканту, Аристу и Геласту (Расину, Буало и Шапелю соответственно) во время прогулки по Версальскому парку. Сказочное повествование здесь соседствует с описанием Версаля и учёными спорами о комическом и трагическом, смешном и трогательном.

## Публикация и значение
Повесть Лафонтена оказала большое влияние на французскую литературу от Вольтера до Ромена Роллана. Её сюжет переработал русский драматург Ипполит Богданович в пьесе «Душенька».